# Humberto Barros
Gral. Humberto Nicolás Barros Mejía fue un militar mexicano que participó en la Revolución mexicana. Nació en Tlatlauquitepec, Puebla, en 1897. Hizo sus estudios en el Colegio Militar de Chapultepec, en donde se graduó de artillero técnico. Por sus ideas progresistas abrazó la causa constitucionalista, siendo nombrado Jefe de Artillería Expedicionaria del Cuerpo del Ejército del Noroeste y luego Jefe del Estado Mayor del general Francisco Murguía. Obtuvo el grado del general, con el que operó en varios estados de la República. Fue elegido diputado federal,  pero tras de secundar el fallido movimiento de Arnulfo Gómez y de Francisco Serrano, murió fusilado en Juanacontla, Veracruz el 1 de noviembre de 1927.